# Sontarula
Sontarula (georgiska: სონტარულა), eller Sartaula (georgiska: სართაულა), är ett vattendrag i Georgien. Det ligger i regionen Ratja-Letjchumi och Nedre Svanetien, i den centrala delen av landet. Sontarula mynner som högerbiflod i Rioni.